# Виктор Цар Емин
Виктор Цар Емин (Крај код Мошћеничке Драге, 1. новембар 1870 – Опатија, 17. април 1963) био је хрватски писац. 
Завршио је Учитељску школу у Копру. Протеран је из италијанске Истре да би се најпре населио на Сушаку, а по завршетку Другог светског рата у Југославији 1945. преселио се у Опатију где је провео остатак живота.
Његови бројни романи и приче баве се економско-социјалним и политичким проблемима прошлости и садашњости Истре. 
Његова најзначајнија дела су: Незнати људи (1900), Усахло врело (1904), У недоумици (1918), Витез мора (1939) и Данунцијада (1946). У свом позоришном стваралаштву бавио се истим темама, као што су: Зимско сунце (1902) и Мртва стража (1923). 
Цар Емин је 1952. објавио свеску сећања под насловом Left Days.